# Olga Porumbaru
Olga Porumbaru (n. 21 martie 1919, București – d. 23 decembrie 2010, Rockland, New York, Statele Unite ale Americii) a fost o actriță și artist plastic de origine română care a trăit în Statele Unite.

## Biografie
Olga Porumbaru a fost strănepoată a generalului Magheru și nepoată a geologului Radu Porumbaru, primul român care a cucerit vârful Mont Blanc în 1877. A fost prima soție a sculptorului Constantin Baraschi.

### Educație
A absolvit școala de balet a Floriei Capsali, apoi Academia de Belle Arte de la București, unde i-a avut profesori pe Francisc Șirato, Camil Ressu, Jean Steriadi, Cornel Medrea și Constantin Baraschi. A urmat în paralel cursuri de filosofie la Universitatea din București, apoi specializare la Universitatea Rudolf Steiner din New York.

### Activitate
În 1939 a jucat în melodrama Se aprind făcliile, în regia lui Ion Șahighian, alături de actorii George Vraca și Costache Antoniu.
A plecat din România în 1969, la New York, apoi din 1996, la Rockland. A făcut sculptură (mai ales în România, pentru amenajarea reședințelor președintelui țării și sediului guvernului, a unor hoteluri de pe litoral), pictură, tapiserie, vitralii, ceramică, decorație interioară, mai ales la New York unde, împreună cu fiul, Anton Barasehi, a înființat Enviromental Art prin care s-au amenajat sute de hectare în Las Palmas del Mar și Puerto Rico.
A realizat în Emiratele Arabe Unite (Kuweit) timp de 9 ani, toată arhitectura de interior a noilor clădiri (palate, complexe comerciale), Ambasada Kuweitului în Indonezia, aceea care a inspirat și arhitectura Palatului Parlamentului din București.

## Distincții
A fost membru de onoare al Academiei Româno-Americane.